# Paralympic Association of Botswana
Die Paralympic Association of Botswana (PASSOBO) ist das Nationale Paralympische Komitee von Botswana.

## Geschichte
Das Komitee wurde im Jahr 2000 gegründet. 2004 nahm Botswana mit Tshotlego Morama erstmals an den Paralympischen Sommerspielen teil und gewann eine Goldmedaille im 400-Meter-Lauf, die mit Stand nach den Paralympischen Spielen 2024 in Paris die einzige paralympische Medaille Botswanas blieb. Für die Paralympischen Spiele 2012 in London musste Botswana wegen Finanzierungsproblemen die Teilnahme an den Spielen kurzfristig absagen. Angemeldet war ein sehbehinderter Sprinter.

## Organisation
Die Paralympic Association of Botswana ist Mitglied des Internationalen Paralympischen Komitees (IPC) und des Afrikanischen Paralympischen Komitees. Präsident des Komitees ist als Nachfolger von Titus Letshwiti seit November 2021 Tshepo Mafereka.

## Medaillenspiegel

### Paralympische Sommerspiele
| Spiele | Ort            | Teilnehmer      | Teilnehmer      | Teilnehmer      | Goldmedaille    | Silbermedaille  | Bronzemedaille  |
| Spiele | Ort            | Gesamt          | Männer          | Frauen          | Goldmedaille    | Silbermedaille  | Bronzemedaille  |
| ------ | -------------- | --------------- | --------------- | --------------- | --------------- | --------------- | --------------- |
| 2004   | Athen          | 1               | 0               | 1               | 1               | 0               | 0               |
| 2008   | Peking         | 1               | 1               | 0               | 0               | 0               | 0               |
| 2012   | London         | keine Teilnahme | keine Teilnahme | keine Teilnahme | keine Teilnahme | keine Teilnahme | keine Teilnahme |
| 2016   | Rio de Janeiro | 1               | 0               | 0               | 0               | 0               | 0               |
| 2020   | Tokio          | 2               | 1               | 1               | 0               | 0               | 0               |
| 2024   | Paris          | 2               | 1               | 1               | 0               | 0               | 0               |
| Summe  | Summe          | 6               | 3               | 3               | 1               | 0               | 0               |